# Charagotettix longispinis
Charagotettix longispinis är en insektsart som först beskrevs av Günther, K. 1939.  Charagotettix longispinis ingår i släktet Charagotettix och familjen torngräshoppor. Inga underarter finns listade i Catalogue of Life.